# 중파하리어
중파하리어는 북인도아리아어군의 하위 언어이다.

## 분류
- 쿠마온어